# Restio colliculospermus
Restio colliculospermus är en gräsväxtart som beskrevs av Hans Peter Linder. Restio colliculospermus ingår i släktet Restio och familjen Restionaceae. Inga underarter finns listade i Catalogue of Life.